# Xã Protection, Quận Comanche, Kansas
Xã Protection (tiếng Anh: Protection Township) là một xã thuộc quận Comanche, tiểu bang Kansas, Hoa Kỳ. Năm 2010, dân số của xã này là 677 người.